# Жан-Арман дьо Тревил
Жан-Арман дю Пейре (на фр. Jean-Armand du Peyrer), граф дьо Тревил или Троавил, е френски офицер на служба при Луи XIII. Личността му е вдъхновила Александър Дюма - баща за създаването на едноименния литературен герой в романа „Тримата мускетари“.
Също както Атос и Портос, той не е бил от аристократично потекло, а семейството му се е било сдобило с благородническа титла и името дьо Тревил е прибавено към фамилията му едва след като баща му купува през 1607 г. имението Троавил в Гаскония.
През 1616 17-годишният дьо Тревил отказва да се занимава с търговия и се насочва към военна кариера. Заминава за Париж, където постъпва в гвардейските части. Вече като мускетар взима участие в обсадата на Ла Рошел (1627 – 1628), където е ранен. Тревил спечелва доверието на Луи XIII и през 1634 г. става капитан-лейтенант на мускетарите. Някои от назначените през 1640 г. мускетари произлизат именно от неговия семеен кръг:
- Атос, който му е братовчед по майчина линия
- Арамис
- Портос

През 1642 г. е разкрит заговора на Сен-Мар (Cinq-Mars) и Франсоа дьо Ту (François de Thou) срещу Ришельо. Както е известно, Луи XIII не обичал кардинала, но не можел без него. Изцяло предан на краля, дьо Тревил споделял напълно чувствата му. Всъщност Сен-Мар, който знаел за враждебността на дьо Тревил към Ришельо, го питал дали иска да се присъедини към заговорниците, но Тревил отвърнал, че не се забърква в убийства като все пак намекнал, че ако кралят нареди, ще се подчини.
Ришельо разкрива заговора и екзекутира Сен-Мар и дьо Ту, но не е в състояние да обвини и дьо Тревил. Въпреки това изисква той да бъде изпратен в изгнание. Кралят отстъпва.
На 4 декември 1642, Ришельо умира и Луи XIII извиква отново при себе си дьо Тревил като му поверява командването на мускетарите. Няколко месеца по-късно, на 14 май 1643, кралят също умира. Тревил загубва протекциите си, но все пак Ана Австрийска в желанието си да го награди за вярната му служба, го прави граф (1643).
Между дьо Тревил и новият министър Мазарини се заражда скрита неприязън. След като не успява да накара дьо Тревил да сдаде доброволно поста си, на който искал да постави племенника си Манчини, Мазарини разпуска мускетарската рота през 1646 г. По такъв начин приключва кариерата на дьо Тревил, който по това време бил едва на 47 г. Той се оттегля в именията си, отказва да участва във Фрондата и приема поста гувернатор на графство Фоа.
Умира в Троа-Вил на 8 май 1672 г. Има двама сина, които не оставят потомство.